# Classic Brugge-De Panne for kvinder 2022
Classic Brugge-De Panne for kvinder 2022 var den 5. udgave af det belgiske cykelløb Classic Brugge-De Panne for kvinder. Det 162,8 km lange linjeløb blev kørt den 24. marts 2022 med start i Brugge og mål i De Panne i Vestflandern. Løbet var fjerde arrangement på UCI Women's World Tour 2022. Løbet blev vundet af italienske Elisa Balsamo fra Trek-Segafredo.

## Resultat
| \| Samlede stilling \| Samlede stilling \| Samlede stilling \| Samlede stilling \| Samlede stilling \| \| Rytter \| Rytter \| Hold \| Tid \| \| \| ---------------- \| ----------------- \| ---------------------------------- \| ---------------- \| ---------------- \| \| 1. \| Elisa Balsamo \| Trek-Segafredo \| 3t 52' 11" \| \| \| 2. \| Lorena Wiebes \| Team DSM \| + 0" \| \| \| 3. \| Marta Bastianelli \| UAE Team ADQ \| + 0" \| \| \| 4. \| Lonneke Uneken \| SD Worx \| + 0" \| \| \| 5. \| María Martins \| Le Col-Wahoo \| + 0" \| \| \| 6. \| Emma Norsgaard \| Movistar Team \| + 0" \| \| \| 7. \| Chiara Consonni \| Valcar-Travel & Service \| + 0" \| \| \| 8. \| Alice Barnes \| Canyon-SRAM Racing \| + 0" \| \| \| 9. \| Lotte Kopecky \| SD Worx \| + 3" \| \| \| 10. \| Clara Copponi \| FDJ-Nouvelle Aquitaine-Futuroscope \| + 3" \| \| |                   |                                    |            |
| |                   |                                    |            |
| Kilde: ProCyclingStats |                   |                                    |            |
| Samlede stilling |                   |                                    |            |
| Rytter | Rytter            | Hold                               | Tid        |
| 1. | Elisa Balsamo     | Trek-Segafredo                     | 3t 52' 11" |
| 2. | Lorena Wiebes     | Team DSM                           | + 0"       |
| 3. | Marta Bastianelli | UAE Team ADQ                       | + 0"       |
| 4. | Lonneke Uneken    | SD Worx                            | + 0"       |
| 5. | María Martins     | Le Col-Wahoo                       | + 0"       |
| 6. | Emma Norsgaard    | Movistar Team                      | + 0"       |
| 7. | Chiara Consonni   | Valcar-Travel & Service            | + 0"       |
| 8. | Alice Barnes      | Canyon-SRAM Racing                 | + 0"       |
| 9. | Lotte Kopecky     | SD Worx                            | + 3"       |
| 10. | Clara Copponi     | FDJ-Nouvelle Aquitaine-Futuroscope | + 3"       |

## Hold og ryttere
| translation for headoftableIII_translate index 58 not found (12)- Team BikeExchange-Jayco - Canyon-SRAM Racing - FDJ Nouvelle Aquitaine Futuroscope - Human Powered Health - Liv Racing Xstra - Movistar Team - Roland Cogeas-Edelweiss Squad - SD Worx - Trek-Segafredo - Team DSM - UAE Team ADQ - Uno-X Pro Cycling Team UCI Women's Kontinentalhold (11)- Bingoal-Chevalmeire-Van Eyck Sport - Ceratizit-WNT Pro Cycling - Coop-Hitec Products - Le col-Wahoo - Lotto Soudal Ladies - Multum Accountants - AG Insurance NXTG - Parkhotel Valkenburg - Plantur-Pura - Rupelcleaning - Valcar-Travel & Service |
| |

### Danske ryttere
| Danske ryttere på startlisten |                   |                        |           |
| Rygnummer                     | Rytter            | Hold                   | Placering |
| 23                            | Amalie Dideriksen | Trek-Segafredo         | 70        |
| 61                            | Emma Norsgaard    | Movistar Team          | 6         |
| 112                           | Rebecca Koerner   | Uno-X Pro Cycling Team | 90        |
| 113                           | Julie Leth        | Uno-X Pro Cycling Team | 113       |

* DNF = gennemførte ikke

### Startliste
| FDJ-Nouvelle Aquitaine-Futuroscope FSF | FDJ-Nouvelle Aquitaine-Futuroscope FSF | FDJ-Nouvelle Aquitaine-Futuroscope FSF |
| -------------------------------------- | -------------------------------------- | -------------------------------------- |
| Nr.                                    | Rytter                                 | Placering                              |
| 1                                      | Grace Brown (AUS)                      | 107.                                   |
| 2                                      | Stine Borgli (NOR)                     | 111.                                   |
| 3                                      | Clara Copponi (FRA)                    | 10.                                    |
| 4                                      | Eugénie Duval (FRA)                    | 104.                                   |
| 5                                      | Maëlle Grossetête (FRA)                | 108.                                   |
| 6                                      | Emilia Fahlin (SWE)                    | 40.                                    |

| SD Worx SDW | SD Worx SDW                        | SD Worx SDW |
| ----------- | ---------------------------------- | ----------- |
| Nr.         | Rytter                             | Placering   |
| 11          | Lotte Kopecky (BEL) (landevej)     | 9.          |
| 12          | Elena Cecchini (ITA)               | 50.         |
| 13          | Roxane Fournier (FRA)              | 84.         |
| 14          | Christine Majerus (LUX) (landevej) | 28.         |
| 15          | Lonneke Uneken (NED)               | 4.          |

| Trek-Segafredo TFS | Trek-Segafredo TFS                 | Trek-Segafredo TFS |
| ------------------ | ---------------------------------- | ------------------ |
| Nr.                | Rytter                             | Placering          |
| 21                 | Elisa Balsamo (ITA) (landevej)     | 1.                 |
| 22                 | Shirin van Anrooij (NED)           | 92.                |
| 23                 | Amalie Dideriksen (DEN) (landevej) | 70.                |
| 24                 | Lauretta Hanson (AUS)              | 96.                |
| 25                 | Chloe Hosking (AUS)                | 16.                |
| 26                 | Letizia Paternoster (ITA)          | 49.                |

| Canyon-SRAM Racing CSR | Canyon-SRAM Racing CSR     | Canyon-SRAM Racing CSR |
| ---------------------- | -------------------------- | ---------------------- |
| Nr.                    | Rytter                     | Placering              |
| 31                     | Alice Barnes (GBR)         | 8.                     |
| 32                     | Shari Bossuyt (BEL)        | 20.                    |
| 33                     | Ella Harris (NZL)          | DNF                    |
| 34                     | Pauliena Rooijakkers (NED) | 52.                    |
| 35                     | Tiffany Cromwell (AUS)     | 26.                    |

| Human Powered Health HPW | Human Powered Health HPW | Human Powered Health HPW |
| ------------------------ | ------------------------ | ------------------------ |
| Nr.                      | Rytter                   | Placering                |
| 41                       | Lily Williams (USA)      | 17.                      |
| 42                       | Henrietta Christie (NZL) | 47.                      |
| 43                       | Mieke Kröger (GER)       | 43.                      |
| 44                       | Makayla MacPherson (USA) | 30.                      |
| 45                       | Marit Raaijmakers (NED)  | 41.                      |
| 46                       | Evy Kuijpers (NED)       | 44.                      |

| Liv Racing Xstra LIV | Liv Racing Xstra LIV            | Liv Racing Xstra LIV |
| -------------------- | ------------------------------- | -------------------- |
| Nr.                  | Rytter                          | Placering            |
| 51                   | Rachele Barbieri (ITA)          | 74.                  |
| 52                   | Eva Buurman (NED)               | 86.                  |
| 53                   | Valerie Demey (BEL)             | 77.                  |
| 54                   | Alison Jackson (CAN) (landevej) | 75.                  |
| 55                   | Katia Ragusa (ITA)              | 125.                 |
| 56                   | Amber van der Hulst (NED)       | 99.                  |

| Movistar Team MOV | Movistar Team MOV            | Movistar Team MOV |
| ----------------- | ---------------------------- | ----------------- |
| Nr.               | Rytter                       | Placering         |
| 61                | Emma Norsgaard (DEN)         | 6.                |
| 62                | Aude Biannic (FRA)           | 33.               |
| 63                | Jelena Erić (SRB) (landevej) | 55.               |
| 64                | Barbara Guarischi (ITA)      | 21.               |
| 65                | Alicia González Blanco (ESP) | 34.               |
| 66                | Lourdes Oyarbide (ESP)       | 42.               |

| Roland Cogeas-Edelweiss Squad CGS | Roland Cogeas-Edelweiss Squad CGS | Roland Cogeas-Edelweiss Squad CGS |
| --------------------------------- | --------------------------------- | --------------------------------- |
| Nr.                               | Rytter                            | Placering                         |
| 71                                | Hannah Buch (GER)                 | 59.                               |
| 72                                | Tamara Dronova-Balabolina (RUS)   | 100.                              |
| 73                                | Gulnaz Khatuntseva (RUS)          | DNF                               |
| 74                                | Diana Klimova (RUS)               | 101.                              |
| 76                                | Léa Stern (SUI)                   | DNF                               |

| Team BikeExchange-Jayco BEX | Team BikeExchange-Jayco BEX | Team BikeExchange-Jayco BEX |
| --------------------------- | --------------------------- | --------------------------- |
| Nr.                         | Rytter                      | Placering                   |
| 81                          | Jessica Allen (AUS)         | 118.                        |
| 82                          | Georgia Baker (AUS)         | 114.                        |
| 83                          | Teniel Campbell (TTO)       | 73.                         |
| 84                          | Georgia Williams (NZL)      | 71.                         |
| 85                          | Arianna Fidanza (ITA)       | 15.                         |
| 86                          | Nina Kessler (NED)          | 60.                         |

| Team DSM DSM | Team DSM DSM          | Team DSM DSM |
| ------------ | --------------------- | ------------ |
| Nr.          | Rytter                | Placering    |
| 91           | Lorena Wiebes (NED)   | 2.           |
| 92           | Léa Curinier (FRA)    | 122.         |
| 93           | Megan Jastrab (USA)   | 121.         |
| 94           | Leah Kirchmann (CAN)  | 35.          |
| 95           | Charlotte Kool (NED)  | 53.          |
| 96           | Esmée Peperkamp (NED) | 124.         |

| UAE Team ADQ UAD | UAE Team ADQ UAD               | UAE Team ADQ UAD |
| ---------------- | ------------------------------ | ---------------- |
| Nr.              | Rytter                         | Placering        |
| 101              | Marta Bastianelli (ITA)        | 3.               |
| 102              | Maaike Boogaard (NED)          | 13.              |
| 103              | Eugenia Bujak (SLO) (landevej) | 39.              |
| 104              | Linda Zanetti (SUI)            | 89.              |
| 105              | Sofia Bertizzolo (ITA)         | 57.              |
| 106              | Anna Trevisi (ITA)             | 54.              |

| Uno-X Pro Cycling Team UXT | Uno-X Pro Cycling Team UXT  | Uno-X Pro Cycling Team UXT |
| -------------------------- | --------------------------- | -------------------------- |
| Nr.                        | Rytter                      | Placering                  |
| 111                        | Susanne Andersen (NOR)      | 12.                        |
| 112                        | Rebecca Koerner (DEN)       | 90.                        |
| 113                        | Julie Leth (DEN)            | 113.                       |
| 114                        | Hannah Ludwig (GER)         | 63.                        |
| 115                        | Wilma Olausson (SWE)        | 91.                        |
| 116                        | Mie Bjørndal Ottestad (NOR) | 46.                        |

| Ceratizit-WNT Pro Cycling WNT | Ceratizit-WNT Pro Cycling WNT          | Ceratizit-WNT Pro Cycling WNT |
| ----------------------------- | -------------------------------------- | ----------------------------- |
| Nr.                           | Rytter                                 | Placering                     |
| 121                           | Sandra Alonso (ESP)                    | 119.                          |
| 122                           | Franziska Brauße (GER)                 | 120.                          |
| 123                           | Maria Giulia Confalonieri (ITA)        | 51.                           |
| 124                           | Lara Vieceli (ITA)                     | 83.                           |
| 125                           | Kathrin Schweinberger (AUT) (landevej) | 81.                           |
| 126                           | Lin Lea Teutenberg (GER)               | 18.                           |

| Parkhotel Valkenburg PHV | Parkhotel Valkenburg PHV   | Parkhotel Valkenburg PHV |
| ------------------------ | -------------------------- | ------------------------ |
| Nr.                      | Rytter                     | Placering                |
| 131                      | Leonie Bos (NED)           | 98.                      |
| 132                      | Sofie Van Rooijen (NED)    | 88.                      |
| 133                      | Rosalie Van der Wolf (NED) | 48.                      |
| 134                      | Femke Markus (NED)         | 14.                      |
| 135                      | Kirstie van Haaften (NED)  | 65.                      |
| 136                      | Marith Vanhove (BEL)       | DNF                      |

| Valcar-Travel & Service VAL | Valcar-Travel & Service VAL | Valcar-Travel & Service VAL |
| --------------------------- | --------------------------- | --------------------------- |
| Nr.                         | Rytter                      | Placering                   |
| 141                         | Margaux Vigie (FRA)         | 45.                         |
| 142                         | Chiara Consonni (ITA)       | 7.                          |
| 143                         | Eleonora Gasparrini (ITA)   | 24.                         |
| 144                         | Karolina Kumięga (POL)      | DNF                         |
| 145                         | Silvia Persico (ITA)        | 27.                         |
| 146                         | Ilaria Sanguineti (ITA)     | 32.                         |

| Bingoal-Chevalmeire-Van Eyck Sport BCV | Bingoal-Chevalmeire-Van Eyck Sport BCV | Bingoal-Chevalmeire-Van Eyck Sport BCV |
| -------------------------------------- | -------------------------------------- | -------------------------------------- |
| Nr.                                    | Rytter                                 | Placering                              |
| 151                                    | Minke Bakker (NED)                     | 61.                                    |
| 152                                    | Caren Commissaris (NED)                | 68.                                    |
| 153                                    | Danique Braam (NED)                    | 115.                                   |
| 154                                    | Julie Hendrickx (BEL)                  | 76.                                    |
| 155                                    | Barbara Sniezynska (POL)               | DNF                                    |
| 156                                    | Claudia Jongerius (NED)                | 95.                                    |

| IBCT IBC | IBCT IBC                          | IBCT IBC  |
| -------- | --------------------------------- | --------- |
| Nr.      | Rytter                            | Placering |
| 161      | Haylee Fuller (AUS)               | 64.       |
| 162      | Antonia Gröndahl (FIN) (landevej) | 87.       |
| 163      | Ditte Lenseclaes (BEL)            | DNF       |
| 164      | Lena Charlotte Reißner (GER)      | 67.       |
| 165      | Sara Van de Vel (BEL)             | 69.       |
| 166      | Alice Sharpe (IRL)                | 117.      |

| Le Col-Wahoo DRP | Le Col-Wahoo DRP               | Le Col-Wahoo DRP |
| ---------------- | ------------------------------ | ---------------- |
| Nr.              | Rytter                         | Placering        |
| 171              | Eluned King (GBR)              | 85.              |
| 172              | María Martins (POR) (landevej) | 5.               |
| 173              | April Tacey (GBR)              | 80.              |
| 174              | Marjolein van 't Geloof (NED)  | 31.              |
| 175              | Maike van der Duin (NED)       | 82.              |
| 176              | Gladys Verhulst (FRA)          | DNF              |

| Lotto Soudal Ladies LSL | Lotto Soudal Ladies LSL | Lotto Soudal Ladies LSL |
| ----------------------- | ----------------------- | ----------------------- |
| Nr.                     | Rytter                  | Placering               |
| 181                     | Katrijn De Clercq (BEL) | 94.                     |
| 182                     | Mieke Docx (BEL)        | 29.                     |
| 183                     | Eefje Brandt (BEL)      | 93.                     |
| 184                     | Kristýna Burlová (CZE)  | 58.                     |
| 185                     | Ines Van de Paar (BEL)  | DNF                     |
| 186                     | Kylie Waterreus (NED)   | 25.                     |

| Multum Accountants MUL | Multum Accountants MUL    | Multum Accountants MUL |
| ---------------------- | ------------------------- | ---------------------- |
| Nr.                    | Rytter                    | Placering              |
| 191                    | Fien Delbaere (BEL)       | 62.                    |
| 192                    | Elisa Serné (NED)         | 22.                    |
| 193                    | Sara Maes (BEL)           | 78.                    |
| 194                    | Céline van Houtum (NED)   | 109.                   |
| 195                    | Julie Stockman (BEL)      | 38.                    |
| 196                    | Bente van Teeseling (NED) | 116.                   |

| AG Insurance NXTG AGI | AG Insurance NXTG AGI    | AG Insurance NXTG AGI |
| --------------------- | ------------------------ | --------------------- |
| Nr.                   | Rytter                   | Placering             |
| 201                   | Maud Rijnbeek (NED)      | DNF                   |
| 202                   | Mylène de Zoete (NED)    | 56.                   |
| 203                   | Eline Van Rooijen (NED)  | 110.                  |
| 204                   | Senne Knaven (BEL)       | 97.                   |
| 205                   | Gaia Masetti (ITA)       | 112.                  |
| 206                   | Yuli Van der Molen (NED) | 66.                   |

| Plantur-Pura ___ | Plantur-Pura ___           | Plantur-Pura ___ |
| ---------------- | -------------------------- | ---------------- |
| Nr.              | Rytter                     | Placering        |
| 211              | Sanne Cant (BEL)           | 37.              |
| 212              | Kiona Crabbé (BEL)         | 103.             |
| 213              | Julie Van de Velde (BEL)   | 123.             |
| 214              | Julie de Wilde (BEL)       | 19.              |
| 215              | Inge van der Heijden (NED) | 72.              |
| 216              | Laura Süßemilch (GER)      | 36.              |

| Coop-Hitec Products HPU | Coop-Hitec Products HPU  | Coop-Hitec Products HPU |
| ----------------------- | ------------------------ | ----------------------- |
| Nr.                     | Rytter                   | Placering               |
| 221                     | Emma Boogaard (NED)      | 105.                    |
| 222                     | Josie Nelson (GBR)       | 79.                     |
| 223                     | Caroline Andersson (SWE) | 106.                    |
| 224                     | Nicole Steigenga (NED)   | 11.                     |
| 225                     | Sylvie Swinkels (NED)    | 23.                     |
| 226                     | Nora Tveit (NOR)         | 102.                    |

| FDJ-Nouvelle Aquitaine-Futuroscope FSF | FDJ-Nouvelle Aquitaine-Futuroscope FSF | FDJ-Nouvelle Aquitaine-Futuroscope FSF |
| -------------------------------------- | -------------------------------------- | -------------------------------------- |
| Nr.                                    | Rytter                                 | Placering                              |
| 1                                      | Grace Brown (AUS)                      | 107.                                   |
| 2                                      | Stine Borgli (NOR)                     | 111.                                   |
| 3                                      | Clara Copponi (FRA)                    | 10.                                    |
| 4                                      | Eugénie Duval (FRA)                    | 104.                                   |
| 5                                      | Maëlle Grossetête (FRA)                | 108.                                   |
| 6                                      | Emilia Fahlin (SWE)                    | 40.                                    |

| SD Worx SDW | SD Worx SDW                        | SD Worx SDW |
| ----------- | ---------------------------------- | ----------- |
| Nr.         | Rytter                             | Placering   |
| 11          | Lotte Kopecky (BEL) (landevej)     | 9.          |
| 12          | Elena Cecchini (ITA)               | 50.         |
| 13          | Roxane Fournier (FRA)              | 84.         |
| 14          | Christine Majerus (LUX) (landevej) | 28.         |
| 15          | Lonneke Uneken (NED)               | 4.          |

| Trek-Segafredo TFS | Trek-Segafredo TFS                 | Trek-Segafredo TFS |
| ------------------ | ---------------------------------- | ------------------ |
| Nr.                | Rytter                             | Placering          |
| 21                 | Elisa Balsamo (ITA) (landevej)     | 1.                 |
| 22                 | Shirin van Anrooij (NED)           | 92.                |
| 23                 | Amalie Dideriksen (DEN) (landevej) | 70.                |
| 24                 | Lauretta Hanson (AUS)              | 96.                |
| 25                 | Chloe Hosking (AUS)                | 16.                |
| 26                 | Letizia Paternoster (ITA)          | 49.                |

| Canyon-SRAM Racing CSR | Canyon-SRAM Racing CSR     | Canyon-SRAM Racing CSR |
| ---------------------- | -------------------------- | ---------------------- |
| Nr.                    | Rytter                     | Placering              |
| 31                     | Alice Barnes (GBR)         | 8.                     |
| 32                     | Shari Bossuyt (BEL)        | 20.                    |
| 33                     | Ella Harris (NZL)          | DNF                    |
| 34                     | Pauliena Rooijakkers (NED) | 52.                    |
| 35                     | Tiffany Cromwell (AUS)     | 26.                    |

| Human Powered Health HPW | Human Powered Health HPW | Human Powered Health HPW |
| ------------------------ | ------------------------ | ------------------------ |
| Nr.                      | Rytter                   | Placering                |
| 41                       | Lily Williams (USA)      | 17.                      |
| 42                       | Henrietta Christie (NZL) | 47.                      |
| 43                       | Mieke Kröger (GER)       | 43.                      |
| 44                       | Makayla MacPherson (USA) | 30.                      |
| 45                       | Marit Raaijmakers (NED)  | 41.                      |
| 46                       | Evy Kuijpers (NED)       | 44.                      |

| Liv Racing Xstra LIV | Liv Racing Xstra LIV            | Liv Racing Xstra LIV |
| -------------------- | ------------------------------- | -------------------- |
| Nr.                  | Rytter                          | Placering            |
| 51                   | Rachele Barbieri (ITA)          | 74.                  |
| 52                   | Eva Buurman (NED)               | 86.                  |
| 53                   | Valerie Demey (BEL)             | 77.                  |
| 54                   | Alison Jackson (CAN) (landevej) | 75.                  |
| 55                   | Katia Ragusa (ITA)              | 125.                 |
| 56                   | Amber van der Hulst (NED)       | 99.                  |

| Movistar Team MOV | Movistar Team MOV            | Movistar Team MOV |
| ----------------- | ---------------------------- | ----------------- |
| Nr.               | Rytter                       | Placering         |
| 61                | Emma Norsgaard (DEN)         | 6.                |
| 62                | Aude Biannic (FRA)           | 33.               |
| 63                | Jelena Erić (SRB) (landevej) | 55.               |
| 64                | Barbara Guarischi (ITA)      | 21.               |
| 65                | Alicia González Blanco (ESP) | 34.               |
| 66                | Lourdes Oyarbide (ESP)       | 42.               |

| Roland Cogeas-Edelweiss Squad CGS | Roland Cogeas-Edelweiss Squad CGS | Roland Cogeas-Edelweiss Squad CGS |
| --------------------------------- | --------------------------------- | --------------------------------- |
| Nr.                               | Rytter                            | Placering                         |
| 71                                | Hannah Buch (GER)                 | 59.                               |
| 72                                | Tamara Dronova-Balabolina (RUS)   | 100.                              |
| 73                                | Gulnaz Khatuntseva (RUS)          | DNF                               |
| 74                                | Diana Klimova (RUS)               | 101.                              |
| 76                                | Léa Stern (SUI)                   | DNF                               |

| Team BikeExchange-Jayco BEX | Team BikeExchange-Jayco BEX | Team BikeExchange-Jayco BEX |
| --------------------------- | --------------------------- | --------------------------- |
| Nr.                         | Rytter                      | Placering                   |
| 81                          | Jessica Allen (AUS)         | 118.                        |
| 82                          | Georgia Baker (AUS)         | 114.                        |
| 83                          | Teniel Campbell (TTO)       | 73.                         |
| 84                          | Georgia Williams (NZL)      | 71.                         |
| 85                          | Arianna Fidanza (ITA)       | 15.                         |
| 86                          | Nina Kessler (NED)          | 60.                         |

| Team DSM DSM | Team DSM DSM          | Team DSM DSM |
| ------------ | --------------------- | ------------ |
| Nr.          | Rytter                | Placering    |
| 91           | Lorena Wiebes (NED)   | 2.           |
| 92           | Léa Curinier (FRA)    | 122.         |
| 93           | Megan Jastrab (USA)   | 121.         |
| 94           | Leah Kirchmann (CAN)  | 35.          |
| 95           | Charlotte Kool (NED)  | 53.          |
| 96           | Esmée Peperkamp (NED) | 124.         |

| UAE Team ADQ UAD | UAE Team ADQ UAD               | UAE Team ADQ UAD |
| ---------------- | ------------------------------ | ---------------- |
| Nr.              | Rytter                         | Placering        |
| 101              | Marta Bastianelli (ITA)        | 3.               |
| 102              | Maaike Boogaard (NED)          | 13.              |
| 103              | Eugenia Bujak (SLO) (landevej) | 39.              |
| 104              | Linda Zanetti (SUI)            | 89.              |
| 105              | Sofia Bertizzolo (ITA)         | 57.              |
| 106              | Anna Trevisi (ITA)             | 54.              |

| Uno-X Pro Cycling Team UXT | Uno-X Pro Cycling Team UXT  | Uno-X Pro Cycling Team UXT |
| -------------------------- | --------------------------- | -------------------------- |
| Nr.                        | Rytter                      | Placering                  |
| 111                        | Susanne Andersen (NOR)      | 12.                        |
| 112                        | Rebecca Koerner (DEN)       | 90.                        |
| 113                        | Julie Leth (DEN)            | 113.                       |
| 114                        | Hannah Ludwig (GER)         | 63.                        |
| 115                        | Wilma Olausson (SWE)        | 91.                        |
| 116                        | Mie Bjørndal Ottestad (NOR) | 46.                        |

| Ceratizit-WNT Pro Cycling WNT | Ceratizit-WNT Pro Cycling WNT          | Ceratizit-WNT Pro Cycling WNT |
| ----------------------------- | -------------------------------------- | ----------------------------- |
| Nr.                           | Rytter                                 | Placering                     |
| 121                           | Sandra Alonso (ESP)                    | 119.                          |
| 122                           | Franziska Brauße (GER)                 | 120.                          |
| 123                           | Maria Giulia Confalonieri (ITA)        | 51.                           |
| 124                           | Lara Vieceli (ITA)                     | 83.                           |
| 125                           | Kathrin Schweinberger (AUT) (landevej) | 81.                           |
| 126                           | Lin Lea Teutenberg (GER)               | 18.                           |

| Parkhotel Valkenburg PHV | Parkhotel Valkenburg PHV   | Parkhotel Valkenburg PHV |
| ------------------------ | -------------------------- | ------------------------ |
| Nr.                      | Rytter                     | Placering                |
| 131                      | Leonie Bos (NED)           | 98.                      |
| 132                      | Sofie Van Rooijen (NED)    | 88.                      |
| 133                      | Rosalie Van der Wolf (NED) | 48.                      |
| 134                      | Femke Markus (NED)         | 14.                      |
| 135                      | Kirstie van Haaften (NED)  | 65.                      |
| 136                      | Marith Vanhove (BEL)       | DNF                      |

| Valcar-Travel & Service VAL | Valcar-Travel & Service VAL | Valcar-Travel & Service VAL |
| --------------------------- | --------------------------- | --------------------------- |
| Nr.                         | Rytter                      | Placering                   |
| 141                         | Margaux Vigie (FRA)         | 45.                         |
| 142                         | Chiara Consonni (ITA)       | 7.                          |
| 143                         | Eleonora Gasparrini (ITA)   | 24.                         |
| 144                         | Karolina Kumięga (POL)      | DNF                         |
| 145                         | Silvia Persico (ITA)        | 27.                         |
| 146                         | Ilaria Sanguineti (ITA)     | 32.                         |

| Bingoal-Chevalmeire-Van Eyck Sport BCV | Bingoal-Chevalmeire-Van Eyck Sport BCV | Bingoal-Chevalmeire-Van Eyck Sport BCV |
| -------------------------------------- | -------------------------------------- | -------------------------------------- |
| Nr.                                    | Rytter                                 | Placering                              |
| 151                                    | Minke Bakker (NED)                     | 61.                                    |
| 152                                    | Caren Commissaris (NED)                | 68.                                    |
| 153                                    | Danique Braam (NED)                    | 115.                                   |
| 154                                    | Julie Hendrickx (BEL)                  | 76.                                    |
| 155                                    | Barbara Sniezynska (POL)               | DNF                                    |
| 156                                    | Claudia Jongerius (NED)                | 95.                                    |

| IBCT IBC | IBCT IBC                          | IBCT IBC  |
| -------- | --------------------------------- | --------- |
| Nr.      | Rytter                            | Placering |
| 161      | Haylee Fuller (AUS)               | 64.       |
| 162      | Antonia Gröndahl (FIN) (landevej) | 87.       |
| 163      | Ditte Lenseclaes (BEL)            | DNF       |
| 164      | Lena Charlotte Reißner (GER)      | 67.       |
| 165      | Sara Van de Vel (BEL)             | 69.       |
| 166      | Alice Sharpe (IRL)                | 117.      |

| Le Col-Wahoo DRP | Le Col-Wahoo DRP               | Le Col-Wahoo DRP |
| ---------------- | ------------------------------ | ---------------- |
| Nr.              | Rytter                         | Placering        |
| 171              | Eluned King (GBR)              | 85.              |
| 172              | María Martins (POR) (landevej) | 5.               |
| 173              | April Tacey (GBR)              | 80.              |
| 174              | Marjolein van 't Geloof (NED)  | 31.              |
| 175              | Maike van der Duin (NED)       | 82.              |
| 176              | Gladys Verhulst (FRA)          | DNF              |

| Lotto Soudal Ladies LSL | Lotto Soudal Ladies LSL | Lotto Soudal Ladies LSL |
| ----------------------- | ----------------------- | ----------------------- |
| Nr.                     | Rytter                  | Placering               |
| 181                     | Katrijn De Clercq (BEL) | 94.                     |
| 182                     | Mieke Docx (BEL)        | 29.                     |
| 183                     | Eefje Brandt (BEL)      | 93.                     |
| 184                     | Kristýna Burlová (CZE)  | 58.                     |
| 185                     | Ines Van de Paar (BEL)  | DNF                     |
| 186                     | Kylie Waterreus (NED)   | 25.                     |

| Multum Accountants MUL | Multum Accountants MUL    | Multum Accountants MUL |
| ---------------------- | ------------------------- | ---------------------- |
| Nr.                    | Rytter                    | Placering              |
| 191                    | Fien Delbaere (BEL)       | 62.                    |
| 192                    | Elisa Serné (NED)         | 22.                    |
| 193                    | Sara Maes (BEL)           | 78.                    |
| 194                    | Céline van Houtum (NED)   | 109.                   |
| 195                    | Julie Stockman (BEL)      | 38.                    |
| 196                    | Bente van Teeseling (NED) | 116.                   |

| AG Insurance NXTG AGI | AG Insurance NXTG AGI    | AG Insurance NXTG AGI |
| --------------------- | ------------------------ | --------------------- |
| Nr.                   | Rytter                   | Placering             |
| 201                   | Maud Rijnbeek (NED)      | DNF                   |
| 202                   | Mylène de Zoete (NED)    | 56.                   |
| 203                   | Eline Van Rooijen (NED)  | 110.                  |
| 204                   | Senne Knaven (BEL)       | 97.                   |
| 205                   | Gaia Masetti (ITA)       | 112.                  |
| 206                   | Yuli Van der Molen (NED) | 66.                   |

| Plantur-Pura ___ | Plantur-Pura ___           | Plantur-Pura ___ |
| ---------------- | -------------------------- | ---------------- |
| Nr.              | Rytter                     | Placering        |
| 211              | Sanne Cant (BEL)           | 37.              |
| 212              | Kiona Crabbé (BEL)         | 103.             |
| 213              | Julie Van de Velde (BEL)   | 123.             |
| 214              | Julie de Wilde (BEL)       | 19.              |
| 215              | Inge van der Heijden (NED) | 72.              |
| 216              | Laura Süßemilch (GER)      | 36.              |

| Coop-Hitec Products HPU | Coop-Hitec Products HPU  | Coop-Hitec Products HPU |
| ----------------------- | ------------------------ | ----------------------- |
| Nr.                     | Rytter                   | Placering               |
| 221                     | Emma Boogaard (NED)      | 105.                    |
| 222                     | Josie Nelson (GBR)       | 79.                     |
| 223                     | Caroline Andersson (SWE) | 106.                    |
| 224                     | Nicole Steigenga (NED)   | 11.                     |
| 225                     | Sylvie Swinkels (NED)    | 23.                     |
| 226                     | Nora Tveit (NOR)         | 102.                    |